# Nukutepipi
Nukutepipi (más néven Nuku-te-pipi) egy kis lakatlan atoll sziget a Dél-Csendes-óceánon. A terület politikailag Francia Polinéziához tartozik. Nukutepipi a Tuamotu-szigetek egyik alcsoportjának, a Gloucester herceg szigetcsoportnak a része. A Gloucester herceg-szigetek a Tuamotu szigetcsoport délnyugati részén található. A Gloucester herceg-szigetek másik három tagja Anuanuraro, Anuanurunga és Hereheretue. A szigetcsoport legkeletibb szigete Nukutepipi és a legnyugatibb Hereheretue. A kettő között lévő távolság mintegy 270 km. Nukutepipi Tahititől 700 km-re keletre található.
A trapéz alakú atoll 2,7 km hosszú, átmérője 2,3 km. Nukutepipi szigetének lakossága mindössze 5 fő (2002).

## Története
Az Nukutepipi atollt elsőként Philip Carteret brit hajós és felfedező pillantotta meg 1767-ben. A szigeteket legdélibb ("the southernmost island") néven említi.
John Turnbull brit felfedező 1803-ban szállt partra a szigeten, amelyet a hajójuk után a "Margaret"-nek nevezett el. 1841-ben a Wilke expedíció során azonosította be először az atoll eredeti nevét Cadwalader Ringgold hajós.
1850-ben a francia kormány magához csatolta az atollt.
1920-ban az atoll egy társasághoz került kölcsönbe, hogy kókuszpálmákat ültessen a terület 80 százalékán. 1980-1981 között Jean-Alain Madec, a sziget későbbi tulajdonosa egészen 1991-ig, repülőteret épített, hogy egy kis települést hozhasson létre. 1000m hosszú leszállópályát és bungalókat készítettek, valamint tíz éven keresztül folyamatosan kiépítették az utakat és az infrastruktúrát. 1983-ban két trópusi ciklon is lecsapott a szigetre (az Oroma (februárban) és a Ve'ena (áprilisban), amely a kókuszültetvény teljes egészét elpusztította.
2007-ben a francia polinéziai tanács megszavazott egy 7,5 millió eurós befektetést a Nukutepipi szigeteki turizmusba. egy 0,6km2-es faluközpontot szerettek volna létrehozni, amely 25-40 fő elszállásolására lett volna alkalmas. Azonban az atoll korábban már Guy Laliberté tulajdonába került, aki egy japán cégtől vásárolta meg a területet 1991-ben.

## Közigazgatás
Közigazgatásilag a Gloucester herceg-szigetek négy atollja Anuanuraro, Anuanurunga és Nukutepipi is Hereheretue települési önkormányzathoz (commune) tartozik.

## További információ
- Atoll lista (franciául) Archiválva 2004. október 26-i dátummal a Wayback Machine-ben